# 1636
El 1636 fou un any de traspàs començat en dimarts segons el Calendari Gregorià.

## Esdeveniments
El 26 de març la neerlandesa Universitat d'Utrecht va obrir les portes. El 8 de setembre, la Cort General de la Colònia de la Badia de Massachusetts va establir a través d'una votació el New College (Universitat Harvard). Esdevenia la primera universitat dels Estats Units d'Amèrica.

## Naixements
- Lió: Claudine Bouzonnet-Stella, gravadora, dibuixant i pintora francesa (m.1697).[3]

## Necrològiques
Al País Valencià, va morir l'eclesiàstic Miquel Joan Bodí i Queralt autor dels panegírics de Lluís Bertran (1609) i de Tomás de Villanueva (1619). També va finar l'escriptor occità Claudi Bruelhs autor de Jardin di Musas provençalas (1628).
A Roma, va morir l'escriptor llombard Stefano Maderno.
- Peeter Symons, pintor barroc flamenc.